# عملية إبسيلون

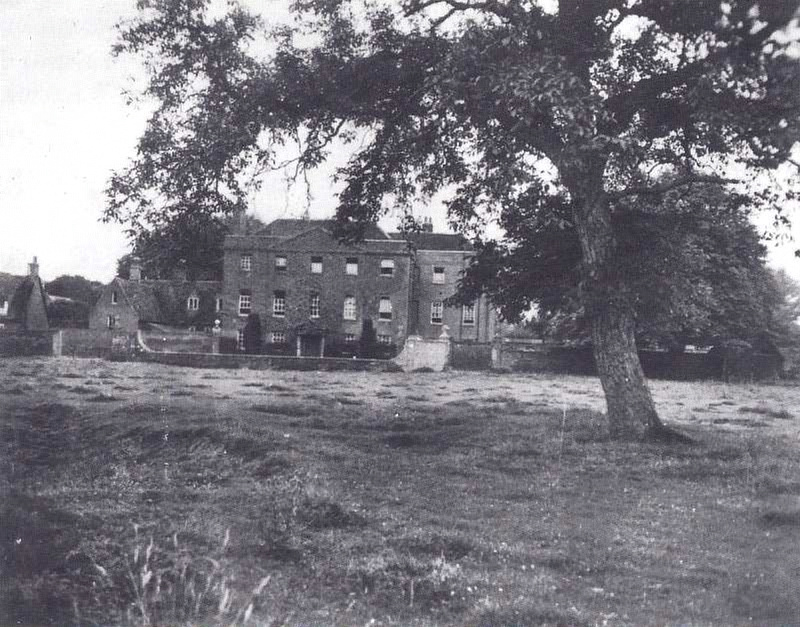

عملية إبسيلون هي الاسم الحركي الذي أطلق على برنامج احتجزت فيه قوات الحلفاء في نهاية الحرب العالمية الثانية عشرة علماء ألمان اعتُقد أنهم عملوا مع الحكومة النازية على برنامجٍ نووي. اختُطف العلماء بين الأول من مايو والثلاثين من يونيو عام 1945، وهذه العملية جزءٌ من مهمة ألسوس وعملية بيغ التي قام بها الحلفاء، واجتاحوا خلالها الجزء الجنوبي الغربي من ألمانيا.
احتُجز العلماء الألمان بين الثالث من يوليو عام 1945 والثالث من يناير عام 1946 في فارم هول، وهو منزل مزوّد بأجهزة تنصت يقع في غودمانشستر قرب كامبردج في إنجلترا. الهدف الرئيس من البرنامج هو تحديد ما إذا كان الألمان على مقربة من بناء قنبلة نووية عن طريق التنصت على محادثاتهم.

## قائمة العلماء
العلماء الألمان الذين تعرضوا للاختطاف والاحتجاز خلال عملية إبسيلون هم:
- إريك باغي
- كورت ديبنر
- والتر غيرلاك
- أوتو هان
- باول هارتيك
- فيرنر هايزنبرغ
- هورست كورشنغ
- ماكس فون لاوي
- كارل فريدريتش فون فايزيكر
- كارل فيرتز

## النقل إلى إنجلترا
نُقل العلماء المختطفون في ألمانيا إلى إنجلترا جوًا. قال هارتيك في مقابلة من عام 1967 إن بعض العلماء لم يتكيفوا مع خسارة المكانة الرفيعة التي كانت تميزهم. عندما قيل لفون لاوي إنهم على متن طائرة متوجهة إلى إنجلترا في الغد، أجاب: «مستحيل... غدًا حلقتي الدراسية... ألا تستيطعون تأجيل موعد الطائرة إلى وقت آخر؟»، توقع غيرلاك أيضًا تلقي الاحترام المناسب باعتباره «مفوضًا مطلق الصلاحية في الفيزياء النووية»، وصُعق عندما طلب كأسًا من الماء وأخبره الحرس أن يعثر على علبة فارغة في سلة المهملات. تبادل هارتيك المزاح مع ضابط بريطاني عندما رأى الطائرة التي ستقلّهم إلى إنجلترا، وقال لو أن حادثًا ما سيقع، لكانوا استقلوا طائرة أقدم.

## سجلات فارم هول
كانت نتائج السجلات غير حاسمة. في السادس من يولو، التقطت الميكروفونات المحادثة التالية بين فيرنر هايزنبرغ وكورت ديبنر، كلاهما عمل في المشروع النووي الألماني، وكلاهما تعرض للاختطاف خلال مهمة ألسوس، ديبنر في برلين وهايزنبرغ في أورفيلد:
ديبنر: أتساءل ما إذا وضعوا أجهزة تنصت أم لا؟

هايزنبرغ: أجهزة تنصت؟ (يضحك) كلا، لا أعتقد أنهم كذلك، ولا أعتقد أنهم يعلمون أساليب الغيستابو الحقيقية، إنهم من الطراز القديم عندما يتعلق الموضوع بهذه الأمور.
عبّر جميع العلماء عن صدمتهم عندما سمعوا بنبأ إلقاء القنبلة الذرية على هيروشيما في السادس من أغسطس عام 1945. شكك البعض في البداية بصحة هذا التقرير. أُخبروا في البداية، وعن طريق إعلان رسمي، أن قنبلة نووية أُلقيت على هيروشيما، بدون ذكر اليورانيوم أو الانشطار النووي. قال هارتيك إنه قادر على فهم مصطلحات كاليورانيوم أو قنبلة انشطار نووي، لكنه عمل على الهيدروجين الذري والأكسجين الذري، واعتقد أن العلماء الأمريكان ربما نجحوا في جعل هذا التجمع الكبير من الذرات المنفصلة ثابتًا، وهكذا ستكون شدة القنبلة أعلى بعشر مرات من القنبلة التقليدية.
تكلم العلماء بعدها عن كيفية تصنيع الولايات المتحدة هكذا قنبلة، وعدم تمكن ألمانيا من تصنيع واحدة قبل الولايات المتحدة. تشير السجلات إلى التقدير المبالغ به من طرف علماء الفيزياء، وتحديدًا هايزنبرغ، لكمية اليورانيوم المخصب التي تحتاجها القنبلة النووية. تشير السجلات أيضًا إلى اعتقاد بعض العلماء أن المشروع النووي الألماني كان في مرحلة بدائية جدًا في أحسن أحواله، وأن الألمان كانوا في الطور النظري من التفكير في كيفية عمل القنابل النووية.
أشار بعض العلماء إلى أنهم سعداء لأنهم لم يتمكنوا من صنع قنبلة نووية لأدولف هتلر، بينما كان بعضهم أكثر تعاطفًا مع الحزب النازي (ديبنر وغيرلاك)، وعبروا عن ذعرهم من الفشل. وبّخ أوتو هان، وهو ممتن لعدم تمكن ألمانيا من تصنيع القنبلة، أولئك الذين عملوا على المشروع الألماني قائلًا: »إذا كان الأمريكان يمتلكون قنبلة نووية فأنتم إذًا علماء من الدرجة الثانية«.
اثنان من العلماء الألمان لم يعملا ضمن المشروع الألماني النووي. اكتشف هان (مع مساعده فريتز شتراسمان) الانشطار النووي في ديسمبر عام 1938، لكنه لم يشارك في المشروع. كان ماكس فون لاوي، كزميله هان، معارضًا للنازية، ولم يجر أي أعمال تتعلق بالفيزياء الحربية. توضح السجلات كيف فكر هان بالانتحار بعد معرفته بتفجير هيروشيما، واعتقاده أنه مسؤول بشكل مباشر عن الضحايا اليابانيين.
أُرسلت السجلات إلى لندن والقنصلية الأمريكية على شكل تقارير، ثم بُعثت إلى الجنرال ليزلي غروفز من مشروع مانهاتن.

## تمثيل مسرحي لأحداث فارم هول
في شهر فبراير من عام 1992، رُفع حكم السرية عن السجلات ونُشرت. أُعيد تمثيل أحداث فارم هول على إذاعة بي بي سي الرابعة في الخامس عشر من شهر يونيو عام 2010، وكان عنوان المسرحية «تفاعلات نووية» من كتابة أدم غانز، ابن أحد المترجمين، وهو بيتر غانز.
ترتكز مسرحية أخرى بعنوان «عملية إبسيلون» من كتابة ألان برودي على التسجيلات المنشورة، صدر العمل في السابع من شهر مارس عام 2013 في كامبردج، ماساتشوستس. عُرضت قراءة مسرحية للمسرحية «فارم هول» لديفيد سي. كاسيدي في الخامس عشر من شهر فبراير عام 2013، في برنامج العلوم والفنون في مركز التخرج ضمن جامعة نيويورك. عُرضت قراءة أخرى في العشرين من مارس عام 2013 في اللقاء السنوي لشهر مارس ضمن مبنى جمعية الفيزيائيين الأمريكيين في بالتيمور، ولاية ماريلاند.